# Segreto di Stato
Il segreto di Stato è un vincolo giuridico che pregiudica la divulgazione di una determinata informazione riservata al di fuori dell'ambito dei soggetti autorizzati, al fine di tutelare la sicurezza nazionale di uno Stato ponendo delle sanzioni nei confronti di chi violi tale obbligo.

## Caratteristiche
La "moderna civiltà d'Europa, distinguendo sfera pubblica e sfera privata (...) ha elevato confini non superabili dall'occhio collettivo, e così garantito la gelosa libertà del segreto". Quando l'oggetto del riserbo non sia la decisione personale di vita ma la scelta di governo, non appartiene alla sovranità individuale ma alla legislazione, soprattutto negli stati moderni e contemporanei, trovare il punto di equilibrio tra esigenze tutelate ma contrapposte, generalmente previste sotto forma di diritti garantiti dalle Costituzioni: libertà di informazione e diritto alla sicurezza, e in casi specifici, diritto di difesa e diritto alla privacy (inviolabilità del domicilio e segretezza delle comunicazioni).
La possibilità di individuare deroghe alla trasparenza delle azioni pubbliche, con l'apposizione del segreto di Stato, è generalmente riservata al potere esecutivo, mentre per quanto riguarda le responsabilità e i poteri di controllo del Parlamento e dell'autorità giudiziaria, si registra una notevole varietà nella normativa dei vari ordinamenti giuridici nazionali. Profonde differenze si riscontrano anche in riferimento al diverso trattamento sanzionatorio riservato a coloro che violino la disciplina posta a salvaguardia del segreto di Stato, anche in riferimento ai delicati problemi che tale istituto pone rispetto al principio della libertà di informazione.
Il segreto di Stato può riguardare fatti di natura militare (segreto militare), diplomatica o politica. Secondo alcuni critici la segretezza dei documenti può ledere il diritto di cronaca dei giornalisti e il diritto d'informazione dei cittadini, così come le sanzioni per chi entra in possesso di taluni documenti e li pubblica, possono tradursi in una forma di censura che potrebbe ledere la libertà di stampa.
Per contro, i sostenitori della necessità di non divulgare notizie coperte da segreto di Stato argomentano che, in certi casi, pubblicare alcune informazioni potrebbe causare danni di portata ben più vasta rispetto all'occultamento stesso, e che quindi il segreto di Stato sia una pratica da usare con parsimonia, ma talvolta necessaria. Anche in questi casi, comunque, andrebbe salvaguardata la prospettiva di una discovery, offrendo al documento storico - conservato negli archivi - un trattamento conforme alle altre testimonianze appartenenti al patrimonio culturale di ciascun Paese: obblighi di non dispersione, di custodia, di tutela e - dopo un sufficiente decorso del tempo - di messa a disposizione della pubblica fruizione, discendono infatti dalla Convenzione quadro del Consiglio d'Europa sul valore del patrimonio culturale per la società, fatta a Faro il 27 ottobre 2005, ratificata ai sensi della legge 1º ottobre 2020, n. 133.

## Nel mondo

### Francia
Il primo ministro del governo francese, che ai sensi dell'articolo 21 della Costituzione è responsabile della difesa nazionale, esercita (con il supporto del segretario generale della difesa e della sicurezza nazionale) le seguenti competenze attribuitegli dagli articoli R 2311-5, R 2311-6 e R 2311-7 del codice della difesa:
- determina i criteri e le modalità di organizzazione della protezione degli atti e documenti coperti dal livello di segretezza Très Secret Défense, definendo le classificazioni speciali corrispondenti alle differenti priorità governative;
- individua le condizioni per le quali ciascun ministro, per il dicastero di cui è responsabile, determina le informazioni ed i loro supporti documentali da classificare a questo livello.

Per gli altri due livelli di segretezza, di grado inferiore (Secret Défense e Confidentiel Défense), la competenza è del ministro competente, nell'ambito delle direttive dettate dal primo ministro.

### Italia
La normativa vigente distingue quattro possibili livelli di classificazione dei documenti (cartacei o informatici): riservato, riservatissimo, segreto, segretissimo. L'originatore provvede ad apporre la stampigliatura o la sigla del documento, indicante il relativo livello di sicurezza e di segretezza.
Le informazioni così classificate sono presidiate dall'art. 262 del codice penale. Secondo il codice dell'ordinamento militare, l'accesso - in consultazione e/o aggiornamento - da parte di persone fisiche o giuridiche a tali risorse, e il trattamento loro del contenuto informativo, sono subordinati alla richiesta e al rilascio di un nulla osta:
- Nulla Osta Sicurezza (NOS): per le persone fisiche, quali militari e funzionari della pubblica amministrazione
- Nulla Osta Sicurezza Industriale: per la partecipazione degli operatori economici a pubbliche gare di appalto o di fornitura.

A partire dal 2017, l'abilitando è tenuto a compilare un foglio notizie relative agli anni più recenti della propria vita privata e personale extralavorativa. Il rilascio dei due Nulla Osta compete al Dipartimento delle informazioni per la sicurezza, che risponde alla Presidenza del Consiglio dei Ministri.

### Stati Uniti d'America
"Per il diritto americano, il segreto di Stato si estrinseca in due istituti strutturalmente molto simili: lo «State Secrets Privilege» nel processo civile e il «Classified Information Procedures Act» nel processo penale. Lo scopo è unico: impedire che la rivelazione di determinate informazioni possa minare la c.d. national security, concetto chiave nelle procedure di classificazione e sempre valida giustificazione per l'invocazione del segreto stesso".
Il «privilegio» civilistico fu ufficialmente riconosciuto dalla Corte Suprema degli Stati Uniti nel 1953 con la decisione sul caso United States v. Reynolds. La sua trasposizione nel processo penale avvenne invece con il Classified Information Procedures Act.